# Sagres (corveta)
A Sagres foi uma corveta mista - com propulsão a velas e a vapor - ao serviço da Marinha Portuguesa, entre 1858 e 1898. Atualmente, o navio também é referido por Sagres I, para o distinguir dos posteriores navios homónimos, a Sagres II (1924) e a Sagres III (1962).
O navio foi construído em Limehouse, no Reino Unido.
Durante a sua carreira, a corveta Sagres desempenhou várias funções diplomáticas e coloniais. Em 1862 fez uma viagem diplomática a Génova. Entre 1863, em 1865 e em 1873 fez comissões na Estação Naval de Angola.
Em 1876 deixou de navegar, sendo transformada em Escola de Alunos Marinheiros, estando permanentemente ancorada no rio Douro, junto ao Porto.
Em 1898 a Escola de Alunos Marinheiros passou para a corveta Estefânia, sendo a Sagres abatida ao efetivo.